# Willow Point Country Club
Willow Point Country Club is een countryclub in Alexander City in de Verenigde Staten. De club heeft een 18-holes golfbaan met een par van 72/73. De baan is ontworpen door Thomas H Nicol en is opgericht in 1961.